# Stadtgarten Wattenscheid

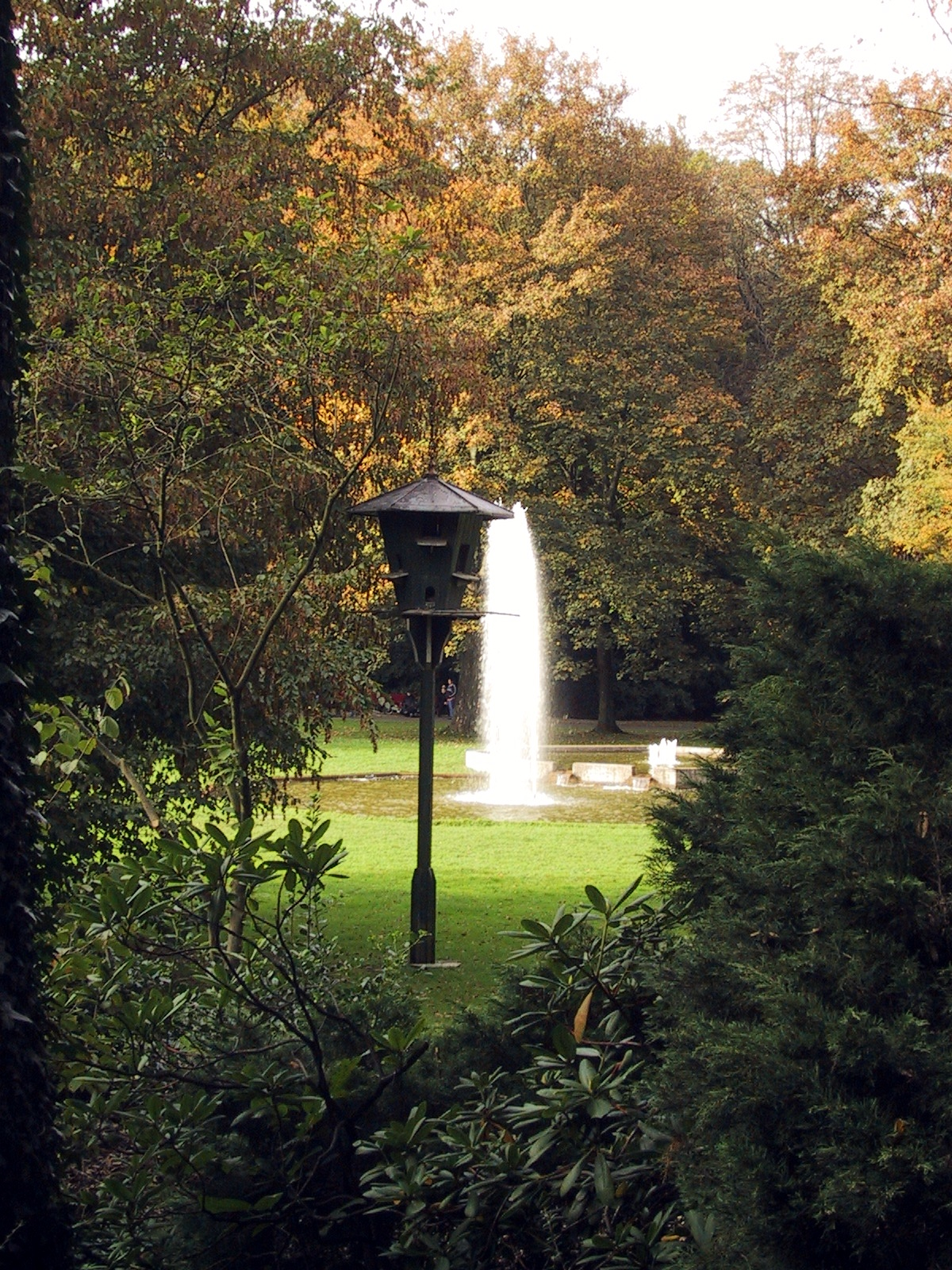
Stadtgarten Wattenscheid mit Fontäne im Herbst 2002

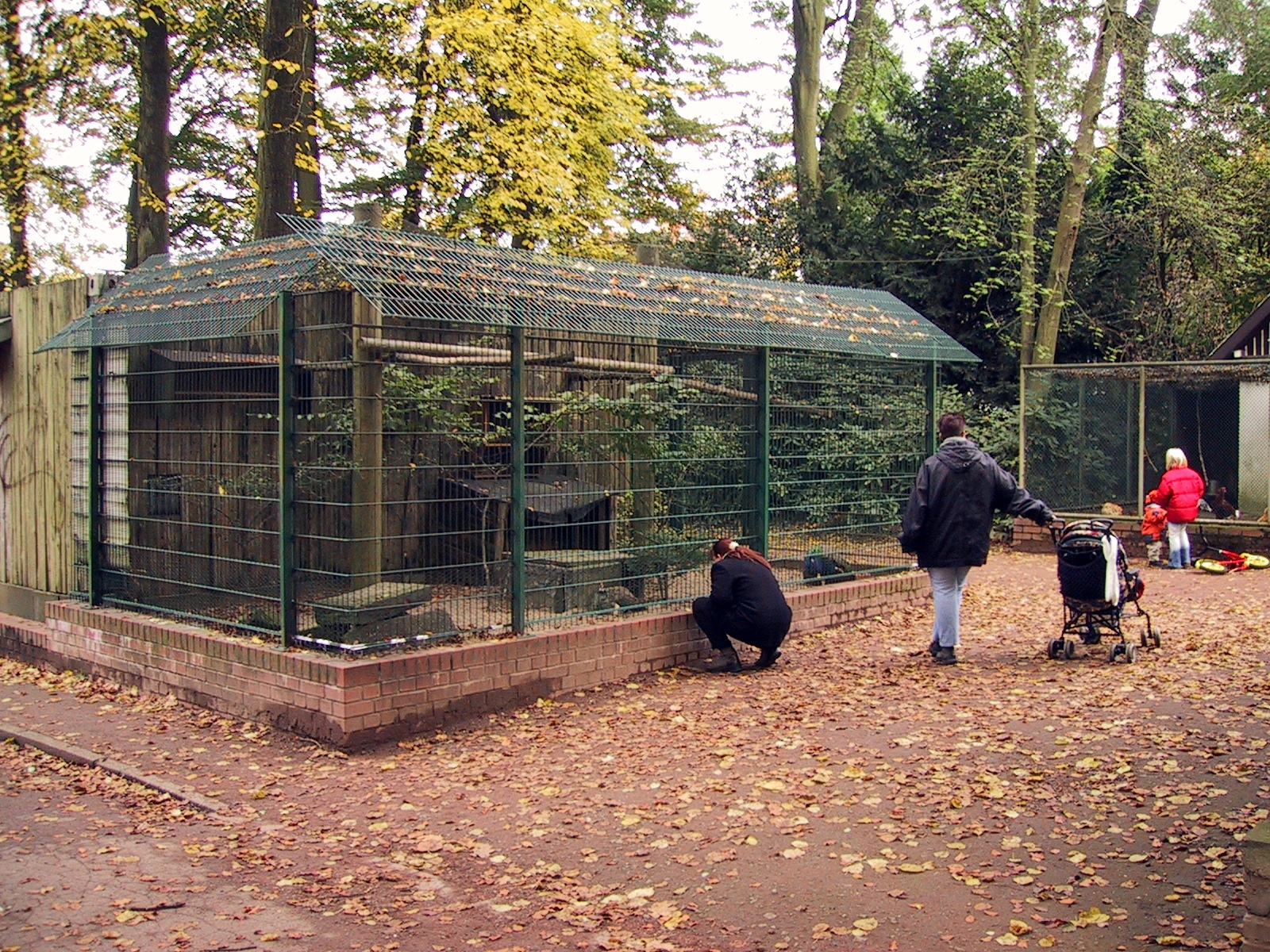
Vogelgehege im Stadtgarten, 2002

Der Stadtgarten Wattenscheid ist eine historische Parkanlage im Bochumer Stadtteil Wattenscheid.

## Lage
Der etwa 10 Hektar große Stadtgarten liegt zentral in Wattenscheid. Er wird eingerahmt von der Parkstraße im Westen und dem Stadtgartenring im Norden und Osten.

## Geschichte
Der erste (südliche) Teil der Parkanlage wurde 1901 eingeweiht. Zu den Attraktionen des Parks gehörten ein Kinderspielplatz und der Schwanenteich. Der Schwanenteich wurde aus den alten Froschteichen im sumpfigen Uferbereich des nach Norden fließenden Bachlaufs der Vosskuhle gestaltet. In der Mitte lag die Schwaneninsel. Heute befindet sich an dieser Stelle die Liegewiese um die Fontänen.
Der Stadtgarten wurde seither kontinuierlich ausgebaut. 1919/20 kam noch ein Sport- und Turnplatz hinzu. In Rahmen von Notstandsarbeiten erfolgte 1925 eine Erweiterung um 5,83 Hektar, dabei wurde ein großer Gondelteich, ein Erfrischungshaus und ein botanischer Garten mit Gewächshäusern angelegt. In den 1950er Jahren wurde ein Vogelgehege eröffnet, das 1978 um eine Außenvoliere erweitert wurde.
In den 1950er und 1960er Jahren lagen auf dem Gondelteich zwei große Schiffe vor Anker, auf denen ein Café und ein Tanzbetrieb angesiedelt waren.
In der Anlage gibt es verschiedene besondere Einzelbäume, wie z. B. den Mammut-, den Trompeten- oder den Tulpenbaum.
Von den Nationalsozialisten wurde die Freilichtbühne als Thingstätte erbaut und am 4. Juli 1936 eingeweiht. Heute ist die Freilichtbühne zusammen mit dem angegliederten Biergarten ein Veranstaltungsort für Konzerte, Theateraufführungen und Musicals für Kinder und Erwachsene, aber zum Beispiel auch für Veranstaltungen zu Fronleichnam oder St. Martin.
2021/2022 wurde der Stadtgarten modernisiert. Dies umfasste im Wesentlichen eine Erneuerung des Spielplatzes und des Wegesystems; der Vogelpark wurde in einen Storchenerlebnispark umgebaut und der Teich saniert. 2027 soll das Gelände in die Internationale Gartenbauausstellung einbezogen werden.